# بوسه پروانه
بوسه پروانه (انگلیسی: Butterfly Kiss) یک فیلم در سبک نئو-نوآر، درام، کمدی، جاده‌ای، و رمانتیک به کارگردانی مایکل وینترباتم است که در سال ۱۹۹۵ منتشر شد. از بازیگران آن می‌توان به آماندا پلامر و ساسکیا ریوز اشاره کرد.